# سعد الله الحويك
سعد الله الحويك ولد في العام 1853، وكان سياسيًا في الفترة العثمانية. عاش في حلتا في لبنان، وعمل في مجلس إدارة جبل لبنان بين عامي 1902 - 1907.

## انتخابات المجلس
كان فرانكو باشا حاكماً لجبل لبنان من عام 1868 إلى عام 1873، وعين سعد الله الحويك متصرف مؤقت بعد انتهاء عمل مكتب فرانكو باشا عندما عين البلاط العثماني حاكمًا جديدًا. تم انتخاب سعد الله الحويك في المقعد الماروني لمدينة البترون في مجلس الإدارة، وقد فاز بمقعده أثناء حكم مظفر باشا (من مواليد فلاديسلاف تشاجكوفسكي من بولندا، والذي ولد عام 1843 وتوفي عام 1907) كمتصرف أو حاكم جبل لبنان من عام 1902 إلى 1907.

## مظاهرات العام 1910
المستشارون الذين دافعوا عن هذا الحدث هم سعد الله الحويك (ماروني من البترون) وخليل عقل (ماروني من المتن) ومحمود جنبلاط (درزي من جزين) ومحمد صبرا (درزي من المتن) وإلياس شويري (أرثوذكسي يوناني من المتن) ويوسف باريدي (كاثوليكي يوناني من زحلة) ومحمد محسن (شيعي من كسروان). في حين لم يشارك في مظاهرات ذلك العام كل من المستشار السني في جزين وعضو مجلس الشوف الدرزي (فؤاد عبد الملك) والمستشار الماروني في جزين ونائب الرئيس (الماروني) قبلان أبي اللمع.

## الآراء السياسية
كان العديد من أعضاء المجلس من البيروقراطيين الليبراليين الملتزمين بقضية السلطة العلمانية في جبل لبنان، لكن كان هناك صراع مستمر بين الليبراليين ورجال الدين من أجل قيادة الموارنة. فضل بعض الليبراليين مثل سعد الله الحويك توثيق التعاون مع الكنيسة المارونية التي حاربت الأساقفة المارونيين الليبراليين مثل يوسف ديبس الذي دعا إلى تغيير موقف الكنيسة من السلطة العلمانية.

## الحلفاء والأعداء السياسيين
تم انتخاب كنعان الظاهر ثلاث مرات بين عامي 1888 و 1902 ممثلاً لشمال لبنان في المجلس الإداري، وكان سعد الله الحويك أحد أنصاره الرئيسيين في تلك الانتخابات. فاز سعد الله الحويك وحل مكان كنعان الظاهر في المجلس في عام 1903، وتم تعيين كنعان الظاهر بدلاً من ذلك قائم  مقام كسروان. حتى بعد الصراع مع مجلس الإدارة، لم يكن أمام يوسف باشا الذي كان رئيسًا بين الأعوام 1907-1912 في جبل لبنان أي خيار سوى تعيين سعد الله الحويك زعيم المستشارين الليبراليين في ذلك الوقت نائباً لرئيس المجلس في آخر سنينه.

## النفي
اعتقد الكثير من الناس أن لبنان كانت المدينة المثالية للكنيسة المارونية، وكان هذا يرجع بشكل رئيسي إلى المجتمعات التي يتم فصلها وسكانها المسيحيون في أغلبهم، واعتمادها على قوة كبيرة في الأمن. بدأ سبعة مستشارين في الترويج لوجهة نظر بديلة للمدينة، ولكن تمت إدانتهم باعتبارهم خونة ونُفيوا في عام 1920. وكان أحد قادة هذه المجموعة سعد الله الحويك، وهو سياسي مخضرم وممثل مدينة البترون المارونية في المجلس وشقيق البطريرك.